# Amazonesia pulchra
Amazonesia pulchra is een hooiwagen uit de familie Sclerosomatidae. De wetenschappelijke naam van Amazonesia pulchra gaat terug op H.E.M.Soares.